# Gyeongju KHNP Women's Football Club
Actualités
Le Gyeongju Korea Hydro & Nuclear Power Women's Football Club (en hangul: 경주 한국수력원자력 여자 축구단), plus couramment abrégé en Gyeongju KHNP, est une franchise féminine sud-coréenne de football fondée en 2017 et basée dans la ville de Gyeongju.
Le club joue actuellement en WK-League, la première division féminine sud-coréenne. C'est la section féminine du Gyeongju KHNP FC (en).

## Histoire
Dès sa deuxième saison, en 2018, le Gyeongju KHNP termine deuxième de la saison régulière et perd en finale face aux Incheon Red Angels. Le club termine systématiquement dauphin des Red Angels lors des saisons suivantes, butant soit en demi-finale soit en finale des play-offs.

## Anciennes joueuses notables
- Giovanna Crivelari (en)
- Lee Geum-min
- Josée Nahi
- Inès Nrehy